# RWD-21
RWD-21 – polski dwumiejscowy samolot sportowy wykonany jako modyfikacja samolotu RWD-16 bis przez Andrzeja Anczutina i współpracującego z nim Tadeusza Chylińskiego w Doświadczalnych Warsztatach Lotniczych (DWL). Oblotu prototypu dokonał w lutym 1939 r. na Okęciu Eugeniusz Przysiecki.